# Altkatholische Kirche (Zell im Wiesental)

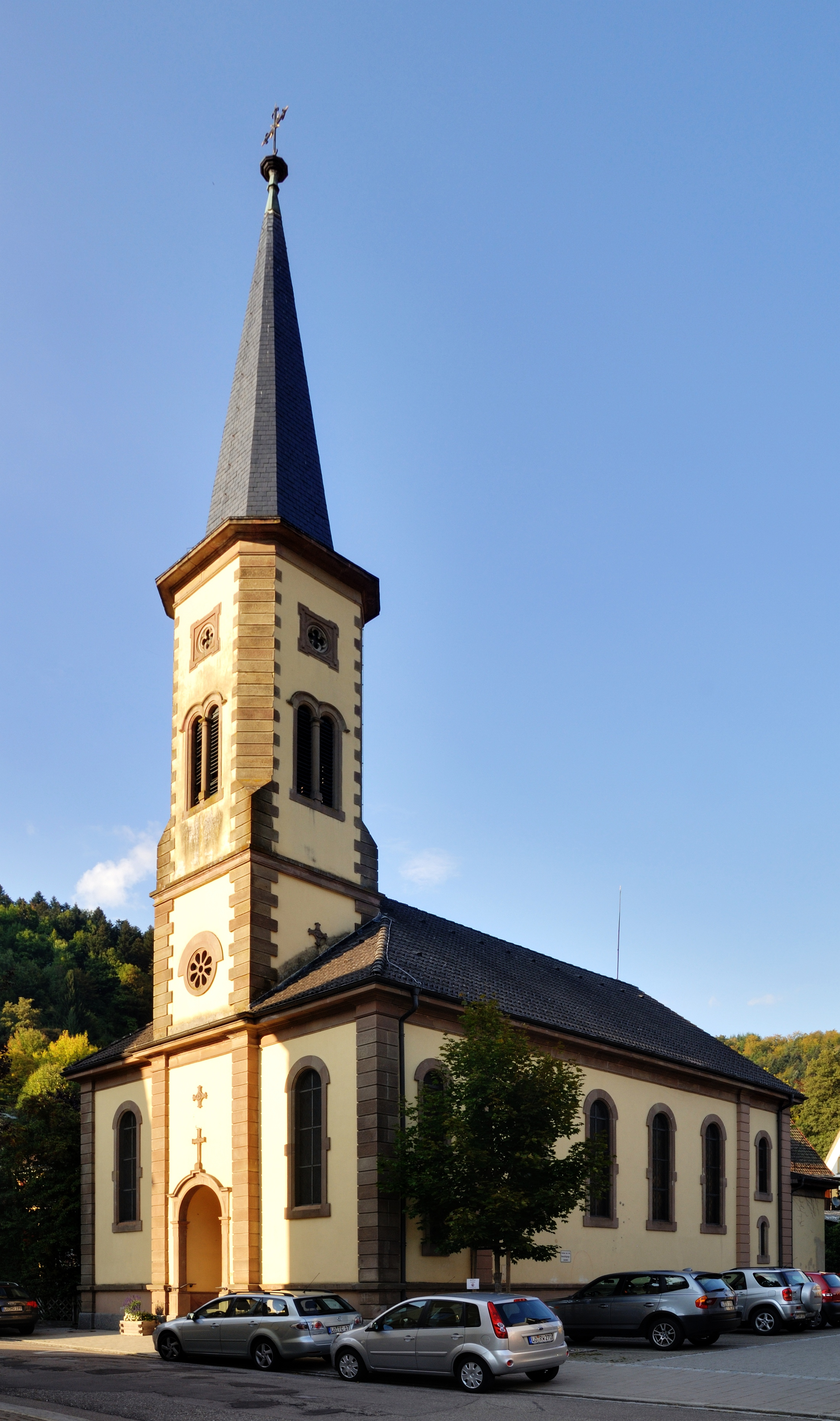
Christuskirche

Die Christuskirche in Zell im Wiesental war ursprünglich eine altkatholische Kirche, die Ende des 19. Jahrhunderts errichtet wurde. Die altkatholische Gemeinde hat sie inzwischen aufgegeben und nutzt sie nur noch zu besonderen Anlässen. Das Gebäude steht jetzt im Eigentum der Stadt Zell, der es als Standesamt und als Ort für Konzerte und Lesungen dient.

## Geschichte
Die altkatholische Pfarrei formierte sich in Zell 1874. Diese feierte ihre Gottesdienste zu Beginn in einem Laborraum einer ehemaligen Essigfabrik neben der Gewerbeschule. Das eigene Gotteshaus wurde in den Jahren 1891 bis 1892 erbaut; es wurde am 14. August 1892 durch den altkatholischen Bischof Joseph Hubert Reinkens geweiht.
Zeitweise war die altkatholische Gemeinde in Zell für die Seelsorge von 381 Altkatholiken im gesamten Landkreis Lörrach zuständig; die Anzahl der Mitglieder nahm im Laufe des 20. Jahrhunderts allerdings stetig ab, sodass das Kirchspiel Zell 1978 aufgelöst wurde; für die Zeller Altkatholiken ist seither die Kirchengemeinde Säckingen zuständig. 2003 übernahm die Stadt Zell das Kirchengebäude und das dazugehörende Grundstück, Gottesdienste finden nur noch einmal im Jahr statt, ansonsten wird die Kirche als „Trauraum“ und für Konzerte und Lesungen genutzt.

## Beschreibung

### Kirchenbau
Die Christuskirche befindet sich westlich des Zeller Ortskerns inmitten eines Wohngebiets. An den rechteckigen Saalbau mit Walmdach setzt sich im Osten ein etwas eingezogener, polygonaler Chor fort. Zur Westseite erhebt sich ein Glockenturm mit quadratischem Grundriss. An den Längsseiten des Langhauses befinden sich längliche, nach oben bogenförmig schließende Fenster. Im mittleren Turmgeschoss mit abgeschrägten Kanten befinden sich nach allen Seiten zweigeteilte Klangarkaden, darüber befindet sich das Zifferblatt der Turmuhr. Das Dach bildet eine leicht auskragende achtseitige Pyramide, die im unteren Bereich eingeknickt ist. Bekrönt wird die Spitze durch Turmkugel und Kreuz.

### Innenraum und Ausstattung
Im Inneren ist die Holzdecke teilweise an die Dachschräge angepasst. Chor und Langhaus sind über einen Triumphbogen miteinander verbunden. Der Triumphbogen wird von zwei Bildern flankiert. Das linke Bild stellt Maria mit Jesuskind dar, das rechte den Auffahrenden Christus. Unterhalb des Marienbildes erinnert eine Gedenktafel an die Gefallenen des Ersten Weltkriegs. An der Langhaussüdwand befindet sich eine Kanzel.

### Orgel
Die Orgel auf der Empore von 1892 stammt von E. F. Walcker aus Ludwigsburg. Die  zwölf Register verteilen sich auf zwei Manuale und Pedal.
| I Hauptwerk C–f3 |       |
| Bourdon          | 16′   |
| Principal        | 8′    |
| Hohlflöte        | 8′    |
| Viola di Gamba   | 8′    |
| Octav            | 4′    |
| Mixtur III       | 2 ⁄3′ |

| II Schwellwerk C–f3 |    |
| Lieblich Gedeckt    | 8′ |
| Salicional          | 8′ |
| Aeoline             | 8′ |
| Flauto dolce        | 4′ |

| Pedalwerk C–d1 |     |
| Subbass        | 16′ |
| Violon         | 8′  |

- Koppeln: II/I (Normal- und Superoktavkoppel, jeweils als Schieberegler), I/P
- Spielhilfen: Calcant, Tutti-Tritt, Piano-Tritt

### Glocken

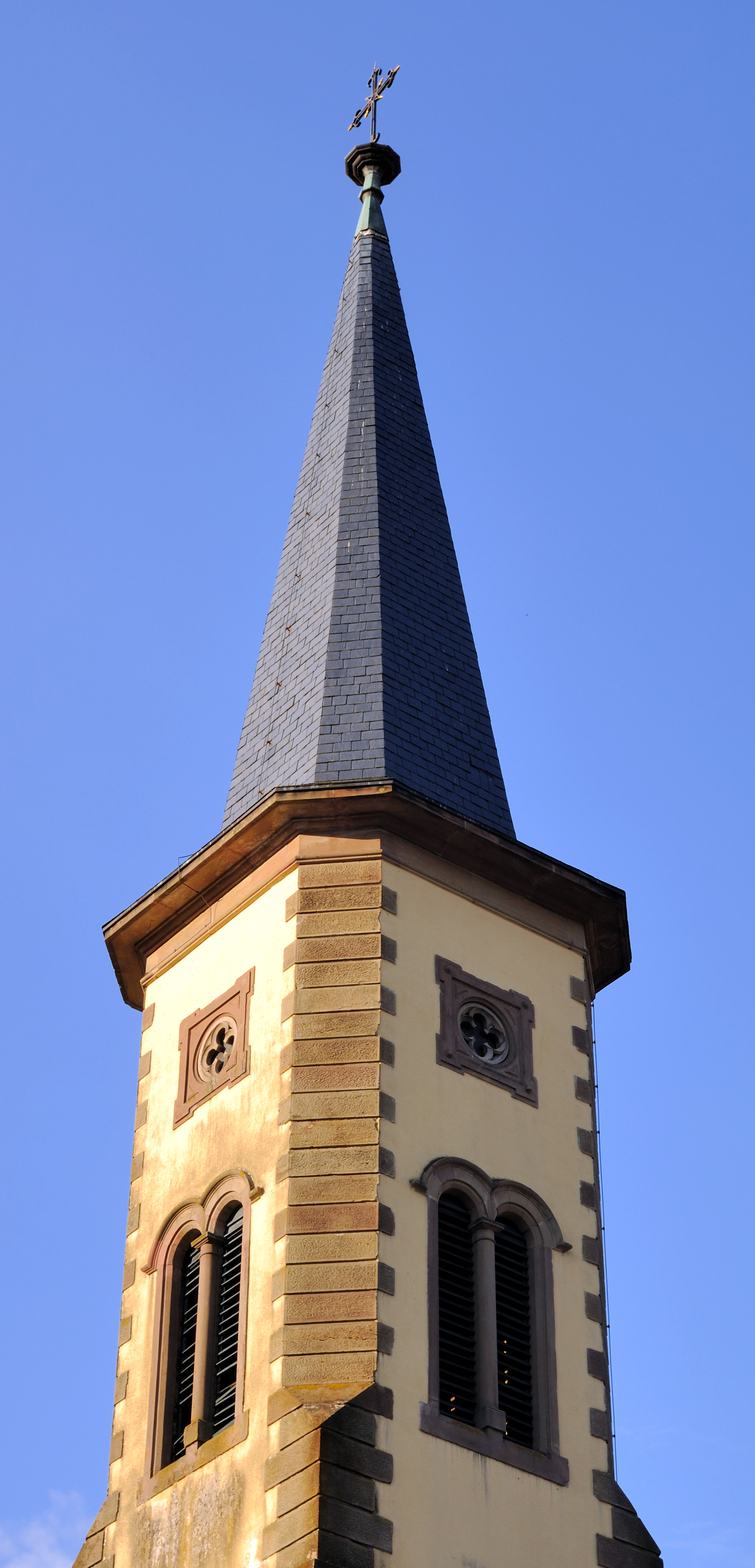
Glockenturm

Das dreistimmige Geläut aus Gussstahl setzt sich wie folgt zusammen:
| Name           | Schlagton | Gussjahr | Gießerei        |
| -------------- | --------- | -------- | --------------- |
| Paulusglocke   | a′        | 1892     | Bochumer Verein |
| Johannesglocke | cis′′     | 1894     | Bochumer Verein |
| Marienglocke   | e′′       | 1894     | Bochumer Verein |